# Социална философия
Социалната философия е дял на философията, който се занимава с намирането на отговори на въпросите за това, какво е общество и какво е място на човека в него.
Социалната философия според това разбиране се доближава до теоретичната социология. Разликата между двете е в това, че преди всичко социологията се занимава с анализ на обществото и проявлението на определени закономерности в неговото функциониране, в същото време философията изпълнява преди всичко една критическа функция на разглеждането на социалните въпроси. Социалната проблематика във философията произхожда от античната традиция и преди всичко от текстовете на Платон („Държавата“) и Аристотел („Политика“).
Сред най-влиятелните философски и социологически концепции за обществото може да се отбележат – марксизъм (Маркс, Енгелс), неомарксизм (Георг Лукач), либерална теория (Лудвиг фон Мизес, Фридрих Хайек), теория на масовото общество (Хосе Ортега-и-Гасет), теория на менъджериалното общество (Бернхем), теория на тоталитарното общество (Ернст Юнгер, Ханна Арендт, Карл Манхайм), теория на развитото индустриално общество Франкфуртска школа (Макс Хоркхаймер и Теодор Адорно, Херберт Маркузе), теория на постиндустриалното общество и информационното общество (Даниел Бел, Алвин Тофлър), теория на след-модерното общество (Антони Гиденс) и теория на имперския глобализъм (Хардт и Негри).
|  | Тази страница частично или изцяло представлява превод на страницата „Социальная философия“ в Уикипедия на руски. Оригиналният текст, както и този превод, са защитени от Лиценза „Криейтив Комънс – Признание – Споделяне на споделеното“, а за съдържание, създадено преди юни 2009 година – от Лиценза за свободна документация на ГНУ. Прегледайте историята на редакциите на оригиналната страница, както и на преводната страница, за да видите списъка на съавторите. ВАЖНО: Този шаблон се отнася единствено до авторските права върху съдържанието на статията. Добавянето му не отменя изискването да се посочват конкретни източници на твърденията, които да бъдат благонадеждни. |